# Патриотска партија (Турска)
Патриотска партија (тур Vatan Partisi, VATAN) је лева националистичка партија из Турске.

## Оснивање
Патриотска партија је основана 2015. када је Радничка партија (основана 1992) извршила одређене унутрашње промене и променила своје име. Партија тада није променила своје руководство.

### Етимологија
Име партије Vatan се са турског преводи као домовина, међутим партија своје име на страним језицима користи као "Патриотска партија", како би избегла мешање са другим турским партијама сличног имена.

## Историја
Партија је годинама била у непријатељским односима са владајућим режимом Реџепа Ердогана, а председник партије Догу Перинчек је ухапшен 2009. због довођења у везу са групом генерала која је планирала да изврши државни удар. Догу Перинчек је тада осуђен на доживотну робију, међутим након сукоба Ердогана са његовим дотадашњим савезником Фетулахом Гуленом, Перинчек је пуштен са слободу заједно са осталима након шест година проведених у затвору.
Након изласка из затвора одржан је конгрес на коме Радничка партија мења своје име у "Патриотска партија".
Након Покушаја државног удара у Турској 2016. долази до успостављања сарадње између Патриотске партије и владајуће Ердоганове Странке правде и развоја, што је Догу Перинчек назвао "успостављање народног фронта са конзервативцима".
Одржава блиске односе са Радничком партијом Кореје и 2018. године делегација Патриотске партије је отпутовала у Северну Кореју на прославу 70 година од успостављања ове државе.
Патриотска партија одржава и блиске односе са Комунистичком партијом Кине, и организује пословне скупове на којима учествују представници турских компанија и кинеских власти.

## Идеологија
Патриотска партија себе сматра авангардном партијом која обједињује турско националистичко, популистичко и социјалистичко наслеђе. Залаже се за секуларно друштво и тврди да следи принципе научног социјализма.
Као свој циљ, Патриотска партија наводи организовање народне демократије, мешовите економије са петогодишњим плановима, и спровођење аграрне реформе где ће бити укинути остаци феудалних поседа који према њиховим тврдњама и даље постоје у неким деловима земље.

### Ставови

#### Међународна политика
Партија се залаже за успостављање блиских односа са Ираном, Русијом, Индијом, Кином, Пакистаном и централноазијским државама.
Партија се противи чланству Турске у Европској унији, залаже се за повлачење Турске из НАТО пакта и повлачење свих страних трупа са турске територије. Снажно се залаже за чланство Турске у Шангајској организацији за сарадњу.
Залаже се за признавање Крима као дела Русије и признавање независности Абхазије.
Председник партије Догу Перинчек, је у интервјуу за кинески лист Чајна Дејли изјавио да растући утицај Кине под вођством Кинеске комунистичке партије представља наду за човечанство, због стварања мултиполарног света и могућности да земље воде слободну и независну политику.

#### Негирање геноцида над Јерменима
Председник партије Догу Перинчек негира да је над Јерменима извршен геноцид, због чега је 2007. осуђен у Швајцарској. Током 2013. је поднео тужбу против Швајцарске пред Европским судом за људска права, који је 2015. пресудио да је Швајцарска повредила његово право на слободу говора.

#### Однос према сепаратизму
Патриотска Партија сматра да се у данашњем времену национално питање не може посматрати исто као у периоду колонијалног ослобађања, и да се сепаратизам по етничким линијама злоупотребљава од стране империјалних сила да би се срушиле националне државе и продубио положај зависности тих држава у односу на империјалистичке силе, а као пример се наводе Југославија и Чехословачка Патриотска партија сматра да је борба група које су се залагале за независност Словеније, Хрватске, Босне, Црне Горе и Косова била оруђе у рукама америчког империјализма.
Патриотска партија се противи курдском национализму и независности Курдистана.

## Значај
Иако партија нема велику парламентарну подршку, њен утицај је ипак значајан. Пре свега кроз подршку коју има међу турским генералима и официрима, као и блиским контактима са високим званичницима некадашњег Совјетског Савеза и данашње Комунистичке партије Кине где често служи као посредник.

## Изборни резултати
| Парламентарни избори | Процентуални резултати | Број гласова |
| -------------------- | ---------------------- | ------------ |
| 2015                 | 0,25%                  | 118.803      |
| 2018                 | 0,23%                  | 117.779      |